# Danijel Klarić
Danijel Klarić (* 19. Jänner 1995 in Wien) ist ein kroatisch-österreichischer Fußballspieler.

## Karriere
Klarić begann seine Karriere im Jahr 2006 im Nachwuchsbereich des SK Cro-Vienna, bei dem er als 15-Jähriger auch erste Einsätze im Herrenfußball hatte. Im Jänner 2011 ging er in die AKA Rapid Wien. Im Sommer 2012 ging er in die AKA Austria Wien. 2012 ging er in die AKA Admira Wacker Mödling. Im November 2012 spielte er erstmals für die zweite Mannschaft in der Regionalliga Ost. Im Sommer 2013 lief sein Vertrag aus. Im Februar 2014 wechselte er nach Polen zu Wisła Krakau. Sein Profidebüt gab er am 30. Spieltag 2013/14 gegen Podbeskidzie Bielsko-Biała. Im Sommer 2014 wechselte er wieder nach Österreich zum SK Sturm Graz. 2015 wurde er an den Zweitligisten SC Wiener Neustadt verliehen. Im Jänner 2016 holte ihn der SK Sturm allerdings nach Graz zurück. Nach der Saison 2015/16 verließ er den SK Sturm Graz.
Im August 2016 wechselte er zum italienischen Drittligisten SS Fidelis Andria 1928. Nachdem er dort während der Herbstmeisterschaft nur zu vier Kurzeinsätzen gekommen war, wechselte er am 2. Februar 2017 ligaintern zur SS Akragas. Nach der Saison 2016/17 verließ er Akragas.
In der Winterpause der Saison 2017/18 kehrte er nach Österreich zurück, wo er sich dem Regionalligisten FC Stadlau anschloss. Nach einem Jahr in Stadlau wechselte er in der Winterpause 2018/19 zum Ligakonkurrenten FCM Traiskirchen und verließ diesen nach zehn Meisterschaftseinsätzen, in denen er insgesamt vier Tore erzielt hatte, im Sommer 2019 wieder. Nach einem Jahr der Vereinslosigkeit, in der auch die COVID-19-Pandemie ausbrach und der Spielbetrieb generell unterbrochen war, schloss sich Klarić im Sommer 2020 dem Wiener Stadtligaklub Union Mauer an, brachte es für den Verein in der Spielzeit 2020/21 auf lediglich vier Ligaspiele und ein -tor. Im Sommer 2021 wechselte er innerhalb der Liga zum SV Wienerberg, für den er zu drei Ligaeinsätzen kam, von denen er jedoch keine Partie über die volle Dauer durchspielte. Nach nur einem halben Jahr wurde er vom Verein in der Winterpause 2021/22 wieder freigestellt und war fortan als vereinslos. Nach über drei Jahren ohne Verein begann er im März 2025 für den burgenländischen Klub ASV Zurndorf in der sechstklassigen 1. Klasse Nord zu spielen.